# Syndicate (videohra, 1993)
Syndicate je strategickou real-time strategii z izometrického pohledu od společnosti Bullfrog Productions.
Hra vznikla v roce 1993 pro systémy MS-DOS, jako jedna z prvních strategií používala rozlišení 640×480, což bylo v té době poměrně vysoké rozlišení. V době svého vzniku byla hra velice dobře hodnocena a získala si velkou popularitu, jak svou hratelností a tak originální myšlenkou, čímž byla společnost Bullfrog Productions známá.

## Příběh
Ve hře se stanete majitelem Syndikátu a vaším cílem je podmanit si celý svět. K tomu máte svoje agenty, které řídíte během akce ze vzducholodi. Během každé akce použijete až 4 agenty, kteří disponují různou výzbrojí a výstrojí. Každá akce, která proběhne, se odehrává na území cizího státu a pokud uspějete, daný stát se stane součástí vašeho Syndikátu. Vlastněný stát vám odvádí daně, jejich výši si můžete určit sám. Samozřejmě jsou zde další jiné syndikáty, jejichž zájmy jsou v rozporu s vašimi, což se vám snaží zabránit pomocí jejich vlastních agentů.

## Náplň hry
Hra obsahuje dva režimy, strategický a taktický. V taktickém režimu rozhodujete o tom, jaký stát si vyberete pro vaši nadcházející akci, nastavujete výši daní, vybíráte agenty pro nadcházející akci a vybíráte pro ně zbraně a vybavení. V tomto režimu také ovlivňujete vývoj nových zbraní a výstroje. Kromě tohoto můžete upravovat samotné agenty pomocí různých kybernetických doplňků, jako jsou nové oči nebo mozek, případně měnit celé orgány a části těla jako jsou srdce, ruce nebo nohy. Například pomocí nového hrudníku se zvýší odolnost daného agenta. Také tyto kybernetické doplňky se vyvíjejí a přináší vyšší výkon nebo odolnost.
Ve strategickém režimu probíhá vlastní akce díky níž získáte daný stát do državy. Během mise ovládáte agenty v průběhu celé jejich mise. Myší vybíráte místo, kam mají jít nebo po kom mají střílet. Zbraně nebo výstroj se vybírají ve společném panelu. Je možné také ovlivňovat rychlost a reakce agentů zvýšením hladiny hormonů pomocí posuvníků v barevných pruzích.
Náplní mise jsou různé úkoly, od zabití či zajmutí důležité osoby, přes postřílení všech agentů v městě nebo případnou kombinací všeho. Misi zpestřují nové druhy zbraní, které vlastníte nebo které vlastní nepřátelští agenti. Občas se stane, že je potřeba dojít na důležité místo včas, jinak vás předběhnou cizí agenti a mise není splněna (protože odstraní objekt vašeho zájmu).

## Rozšíření a pokračování

### Syndicate Plus
Přibližně po roce vydala společnost Bullfrog datadisk, který se později stal součástí novější edice hry Syndicate Plus. Syndicate Plus obsahuje nové mise a také multiplayer pro sítě IPX/SPX (tehdejší standard). Hra také existuje již ve španělské verzi, ale jinak neobsahuje významnější změny.

### Syndicate Wars
V roce 1996 vydala společnost Bullfrog očekávané pokračování jménem Syndicate Wars. Tentokrát se hra moc neujala a byl z ní propadák. Hra neobsahovala téměř nic nového, jen byla přepracována grafika do skutečného 3D engine, hra však obsahovala spousty nedodělků typu - spritové postavičky v 3D engine - a celkově bylo vidět, že sází zejména na věhlas původní hry.

### Syndicate(2012)
19. února 2012 vydala společnost EA novodobou předělávku původního Syndicate. Hra je z pohledu 1. osoby stejně jako jeho předchůdce Syndicate Wars. Remake také mění styl hry z taktické střílečky na v dnešní době velmi oblíbené FPS. Hra nese název Syndicate, protože se jedná o remake.